# Якин, Ало
Ало Якин (эст. Alo Jakin, род. 14 ноября 1986[…], Йыгева) — эстонский шоссейный велогонщик.

## Карьера
Начал заниматься велоспортом на международном уровне с 2006 года, выступая за эстонскую континентальную команду Kalev Chocolate два сезона. После этого перебирается во Францию, где выступает за местные любительские команды Charvieu-Chavagneux Isère, CC Villeneuve Saint-Germain и VC Rouen 76. В 2013 году впервые принимает участие на чемпионате мира.
В 2014 году подписывает контракт с французской континентальной командой Auber 93 сначала на год, а в конце сезон продлевает его, выступая в общей сложности в её составе до конца 2019 года. За этот период в 2014 году на чемпионате Эстонии стал чемпионом в групповой гонке и вторым в индивидуальной гонке. На следующий 2015 год победил на Букль де л’Он, стал третьим на Гран-при Соммы и Четырёх днях Дюнкерка. В последующие три года трижды становился призёром чемпионат Эстонии. В 2017 году впервые принимает участие на чемпионате Европы.
Летом в конце июня 2019 года в составе сборной Эстония принял участие на Европейских играх. На них завоевал серебряную медаль в групповой гонке. А через неделю после Игр во второй раз стал чемпион Эстонии в групповой гонке. Ещё через два месяца попадает в заявку на чемпионат Европы, но не стартует на нём.
В декабре 2019 года объявил о завершении профессиональной карьеры после того, как не смог найти команду на 2020 год, хотя мог бы проработать ещё год в структуре прежней команды. Впоследствии он решил продолжить соревнования в качестве любителя, участвуя в гонках категории .2. В августе в составе любительской команды Peloton на Балтик Чейн Тур выигрывает этап и становится вторым в общем зачёте.

## Достижения

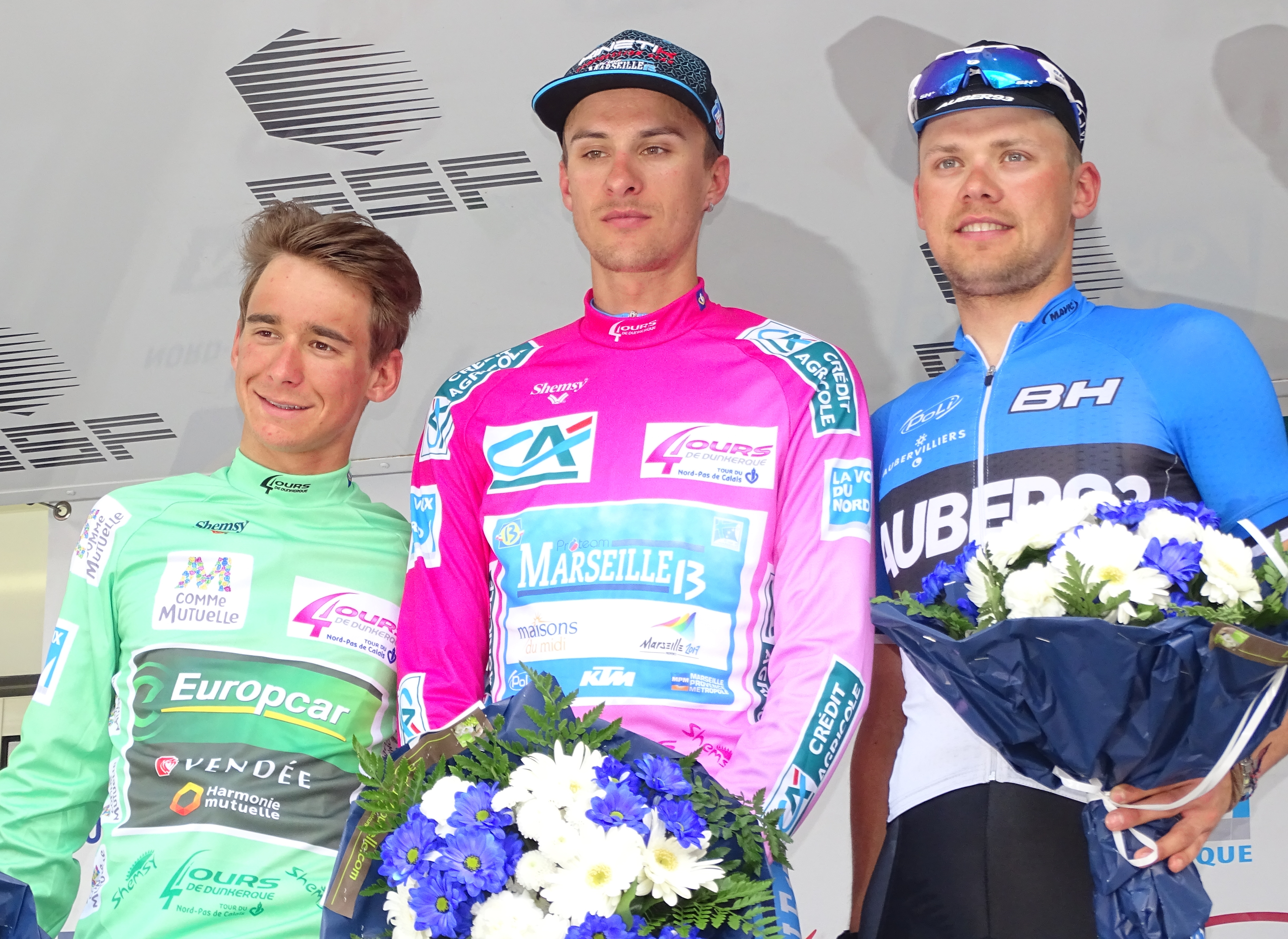
Подиум
Четырёх дней Дюнкерка 2015 слева на право: Бриан Кокар (2-й), Игнат Коновалов (1-й) и Ало Якин (3-й)

2007
2-й на Чемпионат Эстонии — групповая гонка U23
2008
Grand Prix d'automne
2009
2-й на Quatre jours des As-en-Provence
2010
2-й на Saaremaa Velotour
3-й на Grand Prix de Saint-Souplet
2011
Étoile d'or
Classique de l'Eure
Grand Prix de Tourteron
2-й на Boucles de la Loire
2-й на Grand Prix du rayon Aubersois
3-й на La Tramontane
3-й на Prix de la Saint-Laurent
2012
Grand Prix de Saint-Quentin
Boucles nationales du printemps
1-й в генеральной классификации
1-й этап
3-й этап на Saaremaa Velotour
2-й на Bordeaux-Saintes
3-й на Trio normand
2013
4-й этап на Circuit des plages vendéennes
Prix de Beauchamps
3-й этап на Ronde de l'Oise
Boucles de l'Austreberthe
5-й этап на Tour des Deux-Sèvres
3-й этап на Trois jours de Cherbourg
2-й на Tour de Seine-Maritime
3-й на Тур дю Юра
2014
 Чемпион Эстонии — групповая гонка
À travers le Pays Montmorillonnais
1-й и 3-й (TTT) этапы на Tour d'Auvergne
2-й на Чемпионат Эстонии — индивидуальная гонка
2-й на Étoile d'or
2015
Букль де л’Он
3-й на Гран-при Соммы
3-й на Четыре дня Дюнкерка
2016
4-й этап на Circuit des Ardennes international
3-й на Чемпионат Эстонии — групповая гонка
2017
2-й на Чемпионат Эстонии — групповая гонка
2018
2-й на Чемпионат Эстонии — индивидуальная гонка
2019
 Чемпион Эстонии — групповая гонка
 Европейские игры — групповая гонка
2020
Балтик Чейн Тур
2-й в генеральной классификации
1-й этап

## Рейтинги
| Год                 | 2009  | 2010  | 2011  | 2012   | 2013  | 2014  | 2015 | 2016  | 2017  | 2018  | 2019  | 2020  | 2021  | 2022   |
| ------------------- | ----- | ----- | ----- | ------ | ----- | ----- | ---- | ----- | ----- | ----- | ----- | ----- | ----- | ------ |
| Мировой рейтинг UCI |       |       |       |        |       |       |      | 479-й | 555-й | 747-й | 251-й | 882-й | 813-й | 2885-й |
| Европейский тур UCI | 753-й | 613-й | 429-й | 1031-й | 429-й | 275-й | 68-й | 267-й | 308-й | 445-й | 205-й | 700-й | 627-й | 1732-й |
|                     |       |       |       |        |       |       |      |       |       |       |       |       |       |        |
| Источник: UCI       |       |       |       |        |       |       |      |       |       |       |       |       |       |        |